# Apuecla
Apuecla là một chi bướm ngày thuộc họ Bướm xanh. Các loài thuộc chi này được tìm thấy trong khu vực sinh thái Neotropical.

## Loài
- Apuecla maeonis (Godman & Salvin, [1887])
- Apuecla picus (Druce, 1907)
- Apuecla upupa (Druce, 1907)